# Tom Dixon
Tom Dixon (* 21. Mai 1959 in Sfax) ist ein britischer Designer und Gründer sowie Creative Director von Tom Dixon, das sich mit Beleuchtung, Möbeln und anderen Aspekten der Inneneinrichtung befasst. Seine Werke finden sich im Victoria and Albert Museum ebenso, wie im Museum of Modern Art in New York oder im Pariser Centre Georges-Pompidou.

## Leben

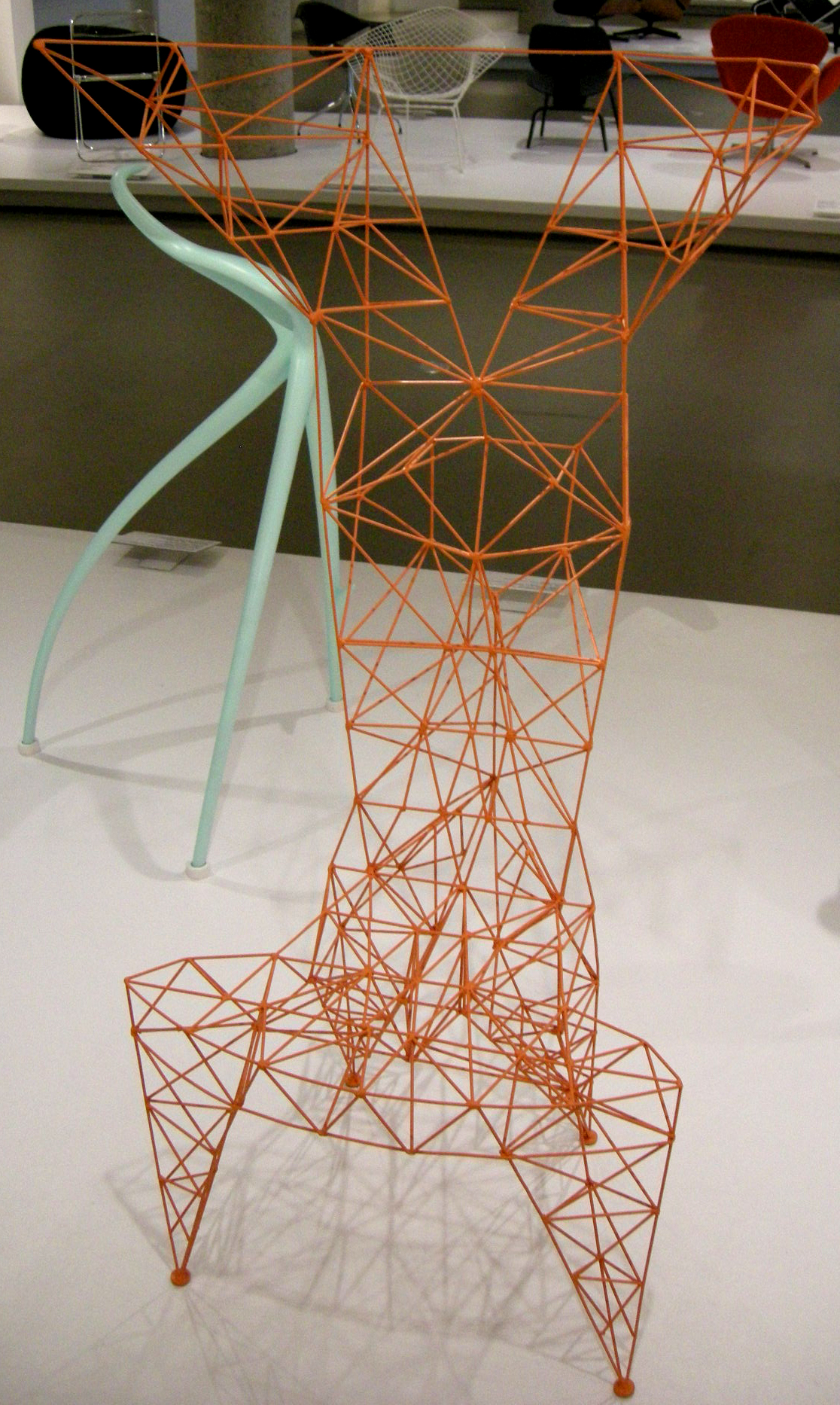
Stuhl von Tom Dixon, 1991

Dixon verbrachte seine ersten Lebensjahre in Ägypten und Marokko, bevor seine Familie nach London zog. Im Laufe der 1980er Jahre galt Tom Dixon zwar als überaus talentiert, aber er war ohne formale Ausbildung. Er gründete Space als schöpferische Denkfabrik und unterstützte damit zugleich andere Designer. Ende der 1980er Jahre arbeitete er für das Designunternehmen Cappellini in Italien, für das er den ‘S’ chair entwarf.

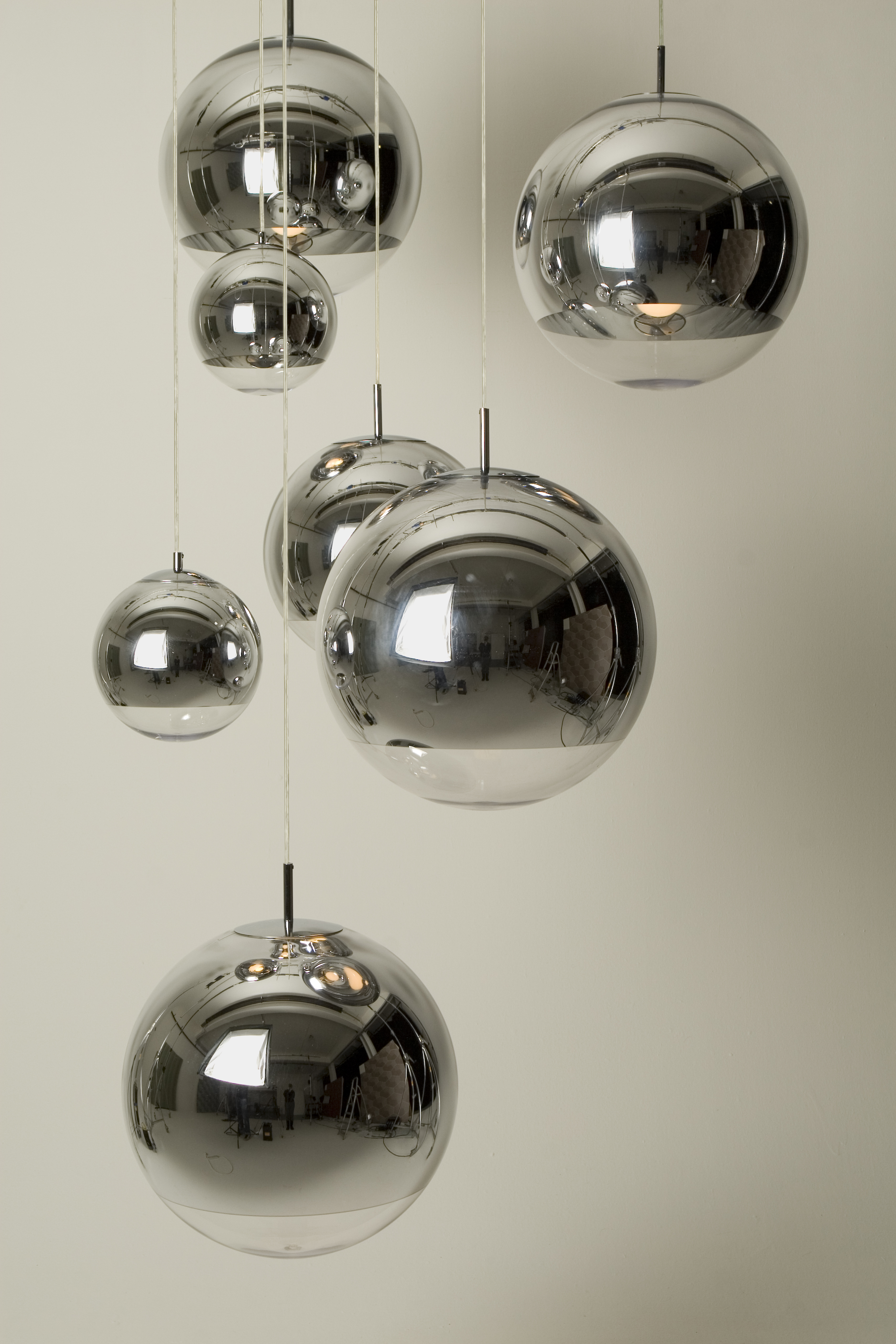
‚Mirrorballs‘

Mit ‚Jack‘, seinem aus Polyethylen bestehenden „sitting, stacking, lighting thing“, das er für sein eigenes Unternehmen Eurolounge entworfen hatte, wurde er erstmals landesweit bekannt. 1993 nahm er an der von Helmut Diez in Bremerhaven organisierten „größte[n] Werkschau britischer Möbeldesigner des 20. Jahrhunderts“ teil.
1998 wurde Dixon Head of Design bei Habitat, dann bis 2008 Creative Director. Während dieser Zeit entwickelte Dixon 2002 eine eigene Marke unter seinem Namen mit Standort an der Londoner Portobello Road. 2004 investierte das schwedische Investmenthaus Proventus, um Design Research zu gründen, in eine Produktentwicklungsgesellschaft. Es folgten Ausstellungen in Mailand, London und bei Maison et Objet in Paris.

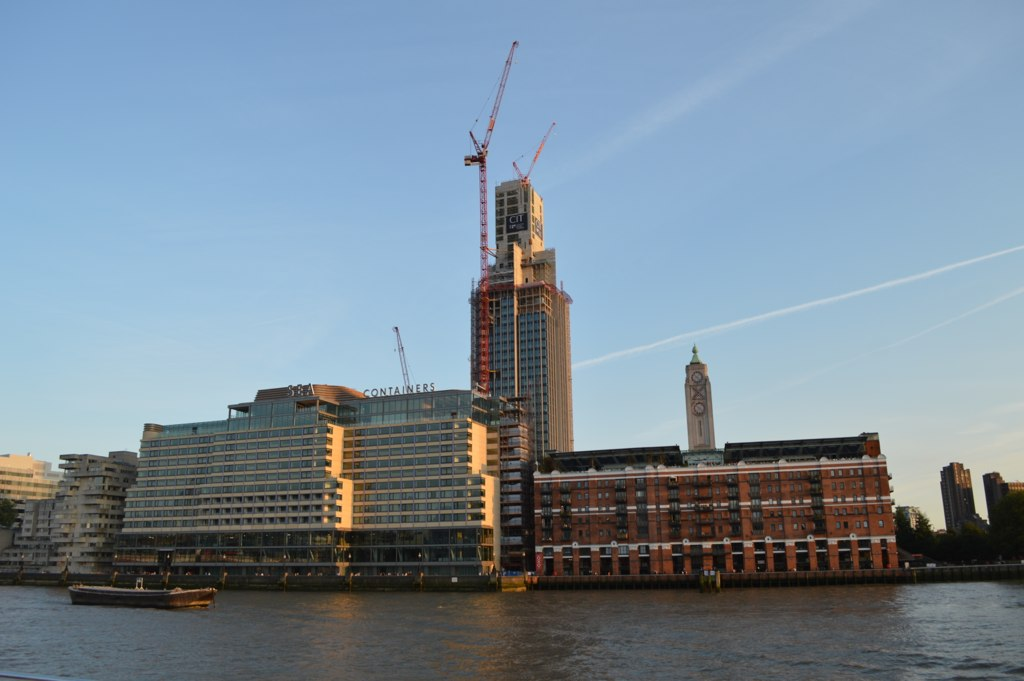
Das Sea Containers House (links), 2014

2007 gründete Dixon Design Research Studio, ein Designstudio für Architektur und Innenarchitektur. Dort entstand u. a. das Restaurant der Royal Academy in London. Auch gestaltete sein Unternehmen das an der Themse gelegene Sea Containers House zusammen mit der Morgans Hotel Group um.
Für das Möbelhaus Ikea entwarf er das Sofabett Delaktig.
Er ist verheiratet und hat zwei Töchter.

## Ehrungen und Auszeichnungen
2001 erhielt Dixon den Order of the British Empire für seine Verdienste um das britische Design.
Dixon wurde 2004 die Ehrendoktorwürde durch die Birmingham City University, 2007 durch die University of the Arts London verliehen.

## Veröffentlichungen (Auswahl)
- Rethink, Conran Octopus, 2002, ISBN 978-1-84091-256-2
- Tom Dixon: Interior Worlds, Rizzoli, 2009.
- Dixonary, Violette Editions, 2013, ISBN 978-1-900828-42-0
- mit Maria Helena Estrada, Pierre Keller, Didier Krzentowski, Sang-Kyu Kim, Julie Lasky, Guta Moura Guedes, Brian Parkes, Francesca Picchi, Chieko Yoshiie: And Fork. 100 Designers, 10 Curators, 10 Good Designs, Phaidon Press, 2007.
- mit Marcus Fairs: Green Design. Creative, Sustainable Designs for the Twenty-first Century, Carlton, 2009.